# Stenalcidia dimidiaria
Stenalcidia dimidiaria là một loài bướm đêm trong họ Geometridae.